# اريك لويس
اريك لويس (بالإنجليزية: Eric Lewis)‏ هو عازف جاز أمريكي، ولد في 13 مايو 1973 في كامدن في الولايات المتحدة.

## وصلات خارجية
- اريك لويس على موقع IMDb (الإنجليزية)
- اريك لويس على موقع ميوزك برينز (الإنجليزية)
- اريك لويس على موقع ميوزك برينز (الإنجليزية)
- اريك لويس على موقع أول ميوزيك (الإنجليزية)
- اريك لويس على موقع أول ميوزيك (الإنجليزية)
- اريك لويس على موقع ديسكوغز (الإنجليزية)
- اريك لويس على موقع ديسكوغز (الإنجليزية)